# Canon EOS R100
Canon EOS R100 — беззеркальная камера с матрицей APS-C формата производства Canon. Камера была анонсирована 24 мая 2023 г.

## Характеристики
Фотоаппарат представляет собой камеру начального уровня. Чтобы снизить стоимость устройства, оно оснащено процессором предыдущей серии, имеет низкие показатели скорости серийной съемки и не имеет сенсорного и поворотного экрана.
- 24.2-мегапиксельный КМОП-сенсор
- Автофокус с распознованием и отслеживанием лиц людей
- Процессор DIGIC 8

## Галерея

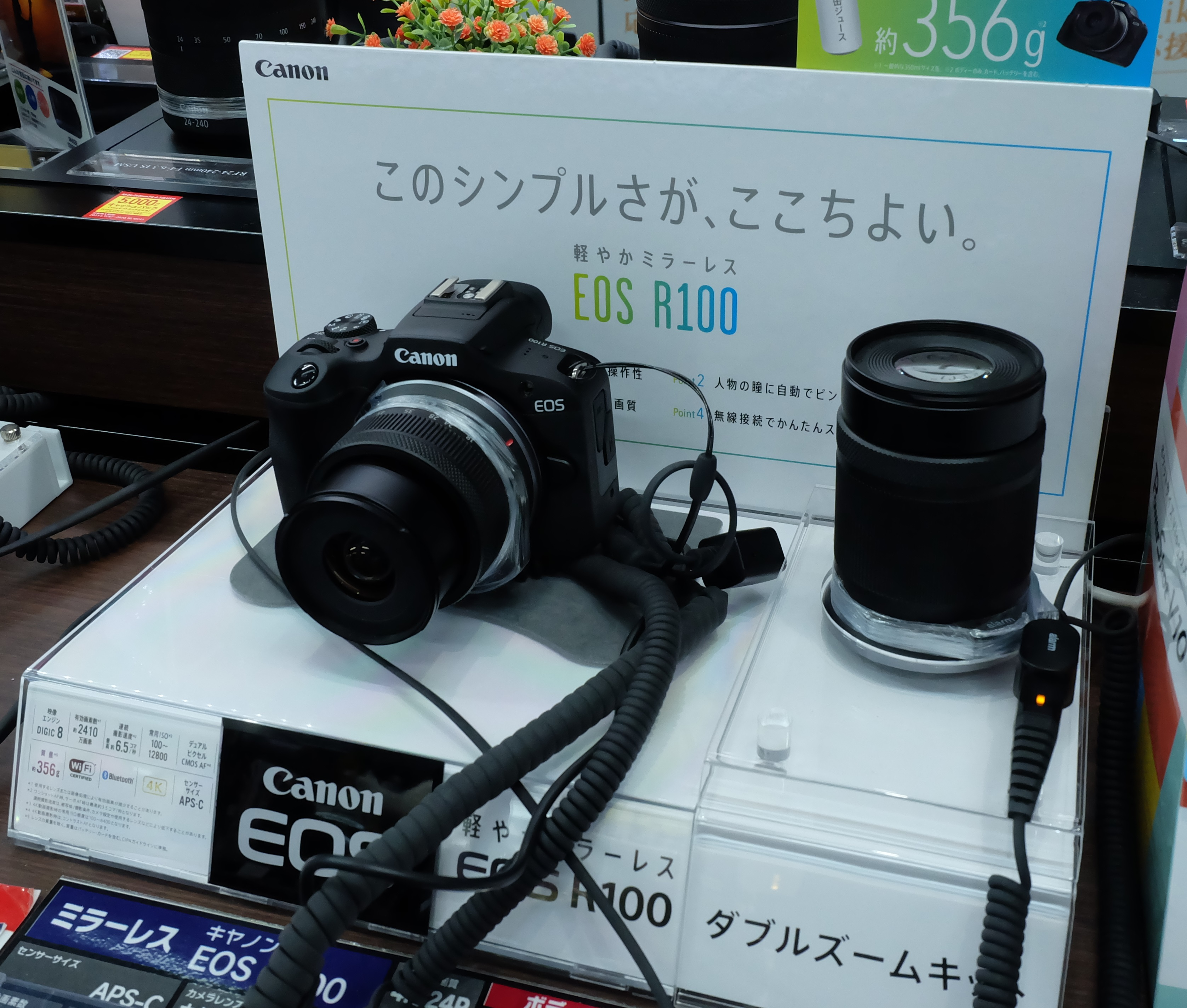
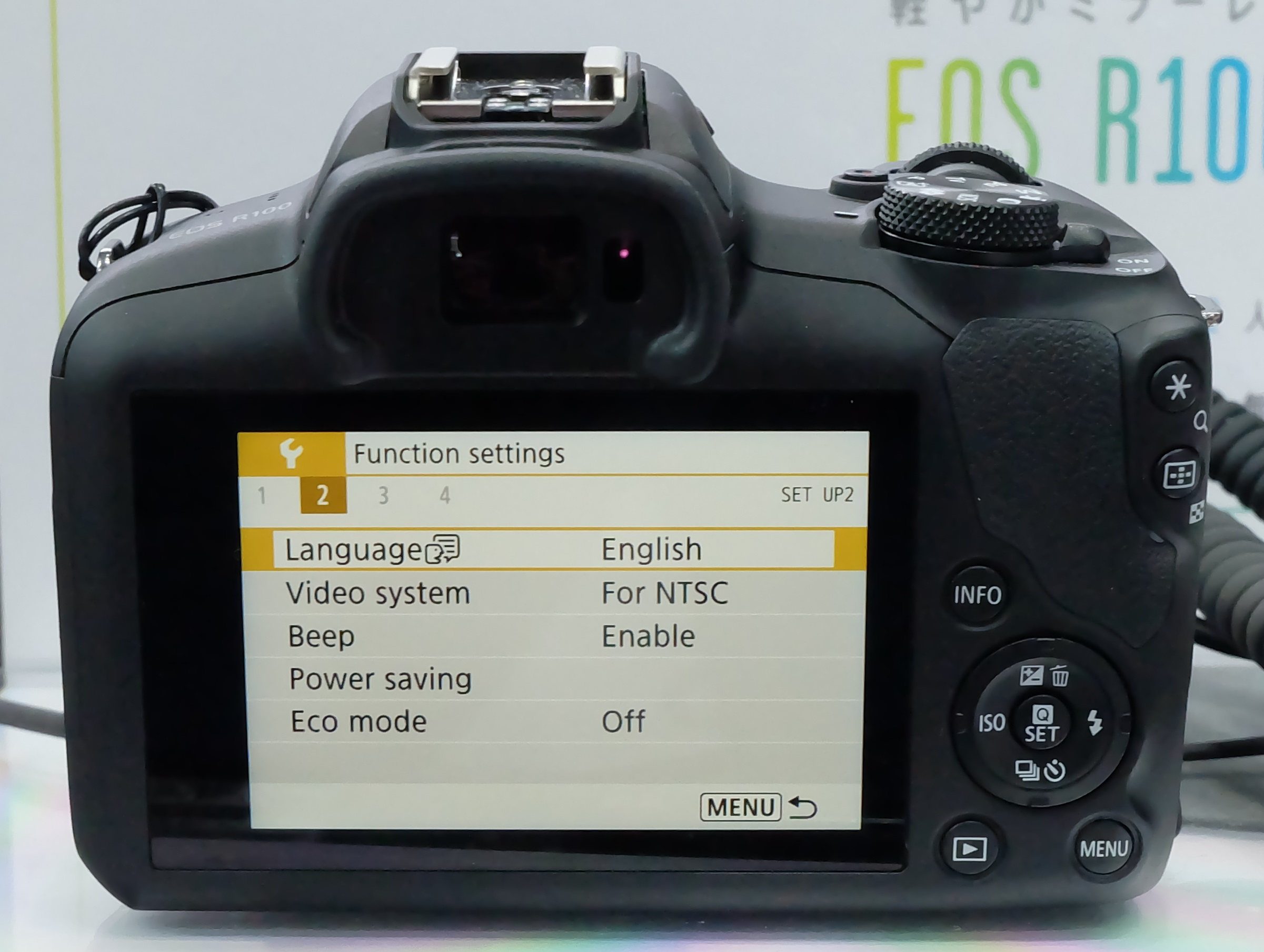
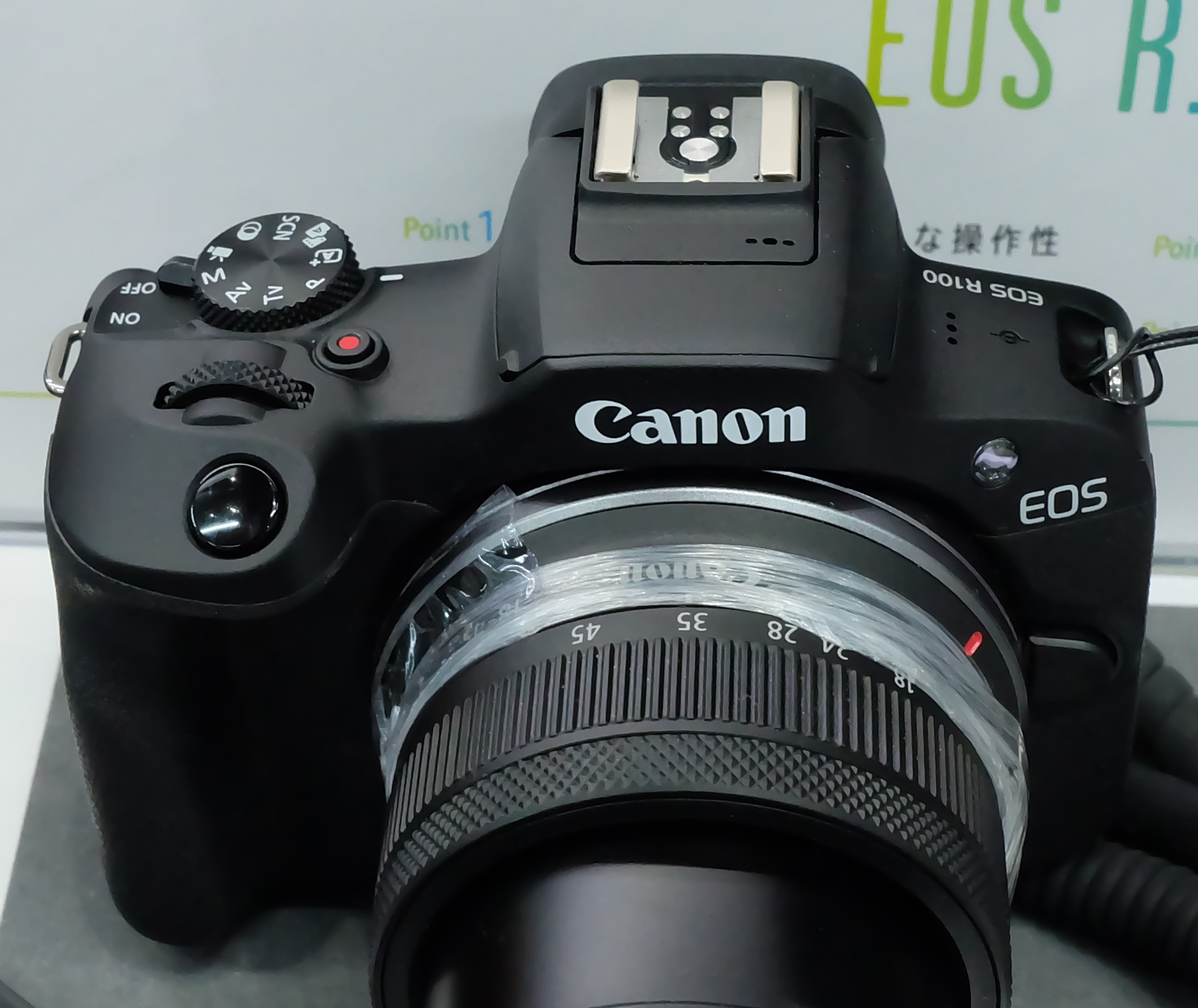
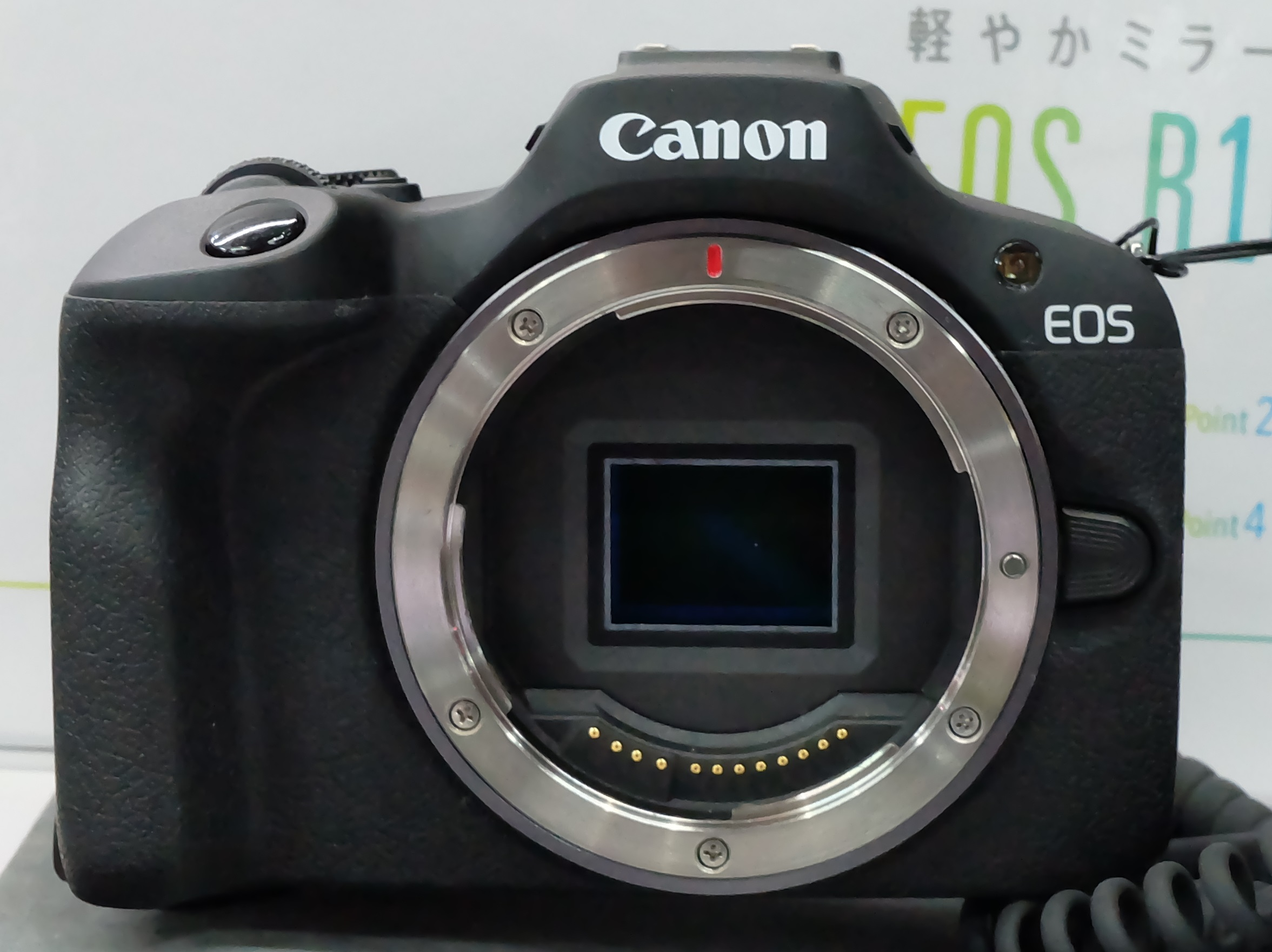